# Маунтинбайк
Маунтинбайк (англ. Mountain bike) — вид велосипедного спорта, включающий езду на велосипеде по бездорожью, обычно по пересечённой местности с помощью специального оборудованного горного или гибридного дорожного велосипеда.
Одним из первых примеров маунтинбайкинга является экспедиция солдат Буффало в Йеллоустон в 1896 году. Самостоятельным видом спорта маунтинбайк стал в 1940-х годах, а первый чемпионат прошёл в 1950 году. В 1955 году в Великобритании была основана первая ассоциация горных велосипедистов — Rough Stuff Fellowship. В 1980-х годах в США тоже стал развиваться этот вид спорта, и там появились сразу несколько ассоциаций.
Обычно маунтинбайк разделяют на четыре категории: кросс-кантри, скоростной спуск, фрирайд и триал/езда по улицам. Каждая категория имеет свои характеристики. Существует международная ассоциация горных велосипедистов с названием International Mountain Bicycling Association (IMBA).
Маунтинбайк — это индивидуальный вид спорта. Он требует выносливости, способности управления, ремонта велосипедов и способности полагаться на себя; им занимаются везде от двора до грунтовой дороги, но в основном горные велосипедисты выбирают бездорожье, плохие грунтовые дороги или узкие тропы, проходящие через леса, горы и поля.
Одним из типов маунтинбайка являются групповые поездки, особенно на длинных путях.
Оборудование горного велосипедиста (маунтинбайкера) обычно включает: очки, специальную экипировку (в том числе шлем, защиту частей тела, перчатки, обувь), системы гидратации, системы GPS, насос и инструменты для ремонта велосипеда. Многие велосипедисты используют рюкзаки (в которых можно хранить продукты питания или воду). Кроме того, горные велосипедисты часто носят в аптечках первую помощь.